# Alexander (Maine)
Alexander város az USA Maine államában, Washington megyében. Lakosainak száma 525 fő (2020. április 1.).

## Népesség
A település népességének változása:

| 2010 | 499 |
| 2020 | 525 |